# Irische Legende
Irische Legende (títol original en alemany, en català Llegenda irlandesa) és una obra dramaticomusical en cinc actes composta  per Werner Egk sobre un llibret en alemany del mateix compositor, basat en The Countess Kathleen and Various Legends and Lyrics de William Butler Yeats. Es va estrenar el 17 d'agost de 1955 al Festival de Salzburg de Salzburg.